# Linophryne lucifer
Espèce
Synonymes
- Linophryne digitopogon Balushkin & Trunov, 1988[1]
- Linophryne lucifera Collett, 1886[1]

Statut de conservation UICN

 LC  : Préoccupation mineure
Linophryne lucifer est une espèce de poissons marins des abysses de la famille des Linophrynidae.

## Systématique
L'espèce Linophryne lucifer a été décrite en 1886 par le zoologiste norvégien Robert Collett (1842-1913). Elle est parfois orthographiée incorrectement Linophryne lucifera.

## Répartition
Linophryne lucifer se rencontre dans l'Atlantique nord, depuis l'Islande et les côtes est et ouest du Groenland jusqu'au sud vers Terre-Neuve-et-Labrador et Madère. Cette espèce est présente jusqu'à 1 000 m de profondeur mais plus généralement entre 300 et 600 m.

## Description
Linophryne lucifer présente un très grand dimorphisme sexuel. Le mâle mesure jusqu'à 2,9 cm alors que la femelle peut mesurer jusqu'à 27,5 cm.
Poisson doté d'un organe qui produit naturellement de la lumière (par bioluminescence), une péninsule frontale bioluminescente qui l'aide à se repérer dans les profondes abysses des mers. Cette péninsule luminescente lui sert également de leurre, certaines créatures abyssales sont attirées par sa lumière, pensant avoir affaire à une proie, mais elles finissent avalées par Linophryne lucifer. Par ailleurs, le mâle reconnaît la femelle à cette péninsule.